# بوابة ماندلباوم (رواية)
بوابة ماندلباوم (بالإنجليزية: The Mandelbaum Gate)‏ هي رواية للكاتبة الإسكتلندية موريل سبارك، نشرت عام 1965، لأول مرة عن دار نشر ماكميلان في المملكة المتحدة وكنوبف في الولايات المتحدة.